# Mistrz Ołtarza Stauffenbergów
Mistrz Ołtarza Stauffenbergów – anonimowy malarz z Alzacjii czynny w połowie XV wieku, przedstawiciel gotyku międzynarodowego. 

## Działalność artystyczna
Jego przydomek wywodzi się od tryptyku ołtarzowego powstałego na przełomie lat 1454–1460, na zlecenie Hansa Erharda Bock von Stauffenberga i jego żony Aennelin von Oberkirch. Oboje darczyńcy ukazani zostali na zewnętrznych skrzydłach wraz z ich herbami rodowymi. Po otwarciu tryptyku, na lewym skrzydle przedstawiona została scena Zwiastowania, na prawym Boże Narodzenie. Ołtarz znajdował się w kościele klasztornym Antonitów w Isenheim w pobliżu Colmaru, u tych samych, dla których Matthias Grünewald namalował tzw. Ołtarz z Isenheim. Ołtarz stał w kościele do 1794 roku, obecnie znajduje się w Unterlinden Museum w Colmarze.     
W stylu Mistrza Ołtarza Stauffenbergów można zauważyć wpływy malarstwa Rogiera van der Weydena oraz podobieństwa do Martina Schongauera. Wraz z Hansem Hirtzem, Jostem Hallerem i Casparem Isenmannem był przedstawicielem niemieckiego gotyku międzynarodowego, pozostawiając pod wpływem sztuki Alzacji i całego regionu Górnego Renu.